# Fabijoniškės
Fabijoniškės (polnisch Fabianiszki) ist ein Stadtteil im Norden der litauischen Hauptstadt Vilnius. Die A2 liegt direkt bei Fabijoniškės. Der Stadtteil diente 2019 als Drehort für die HBO-Fernsehserie Chernobyl, um die ukrainische Stadt Pripyat darzustellen.

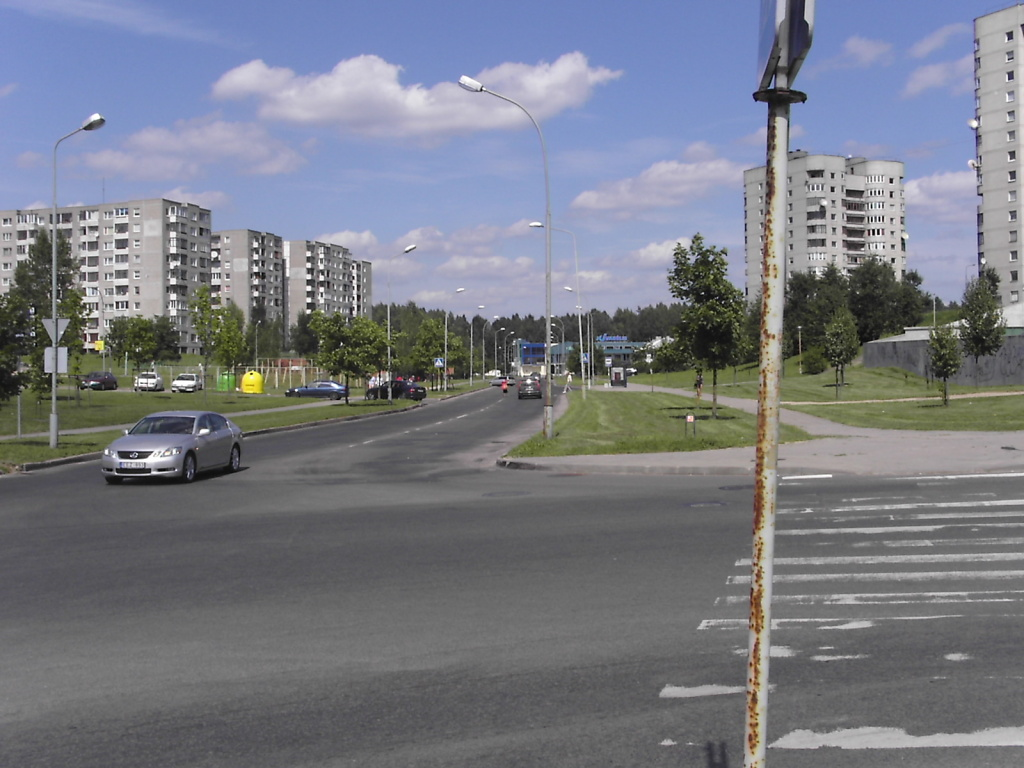
P. Žadeikos gatvė
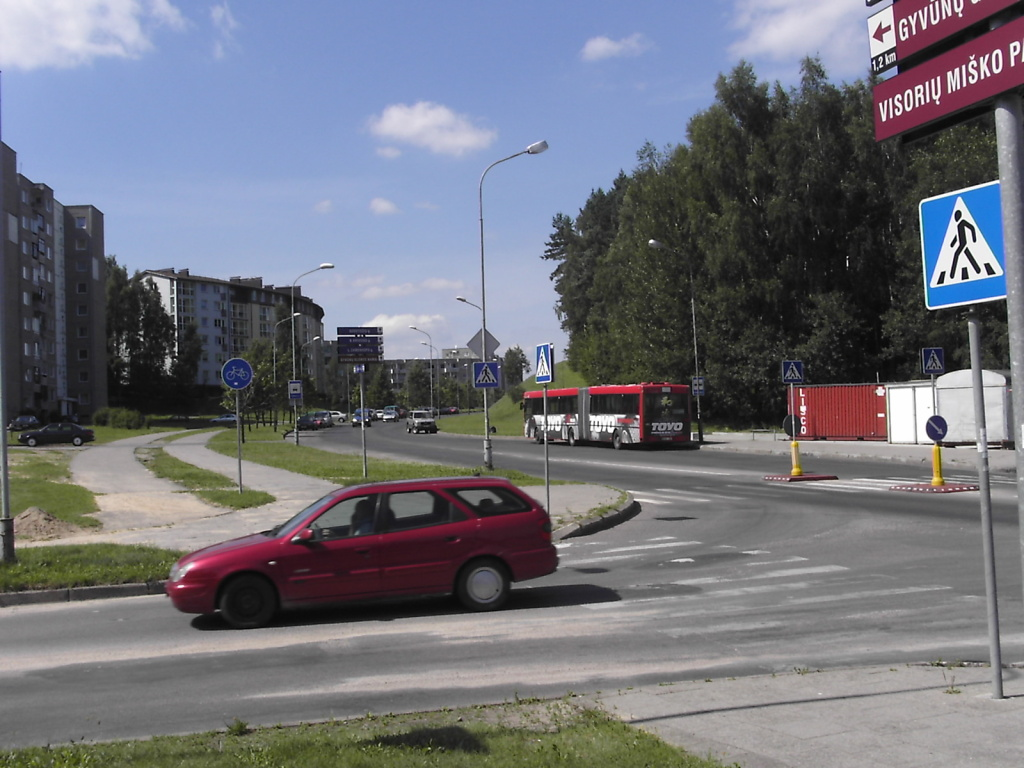
L. Giros gatvė
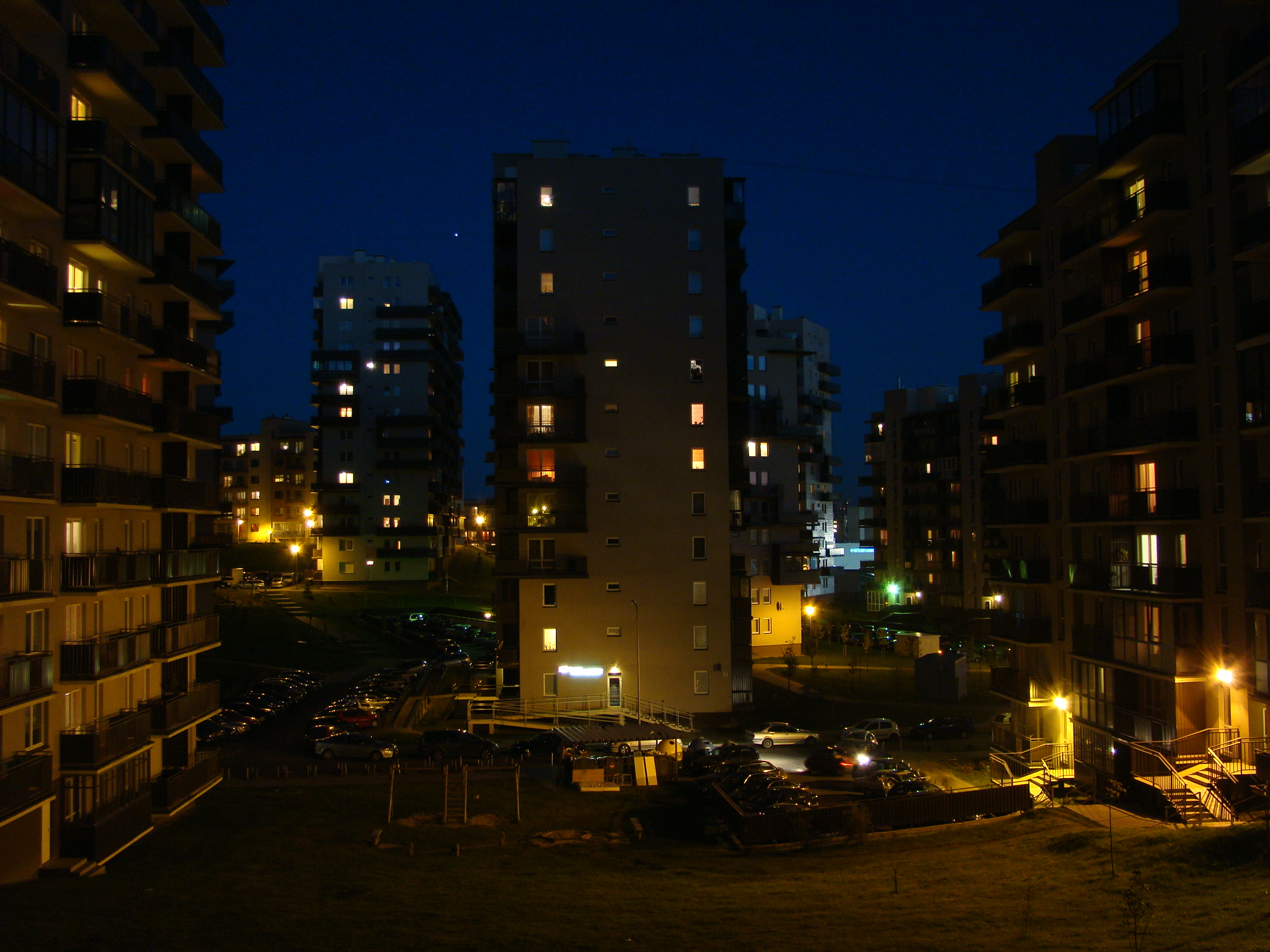
Fabijoniškės bei Nacht
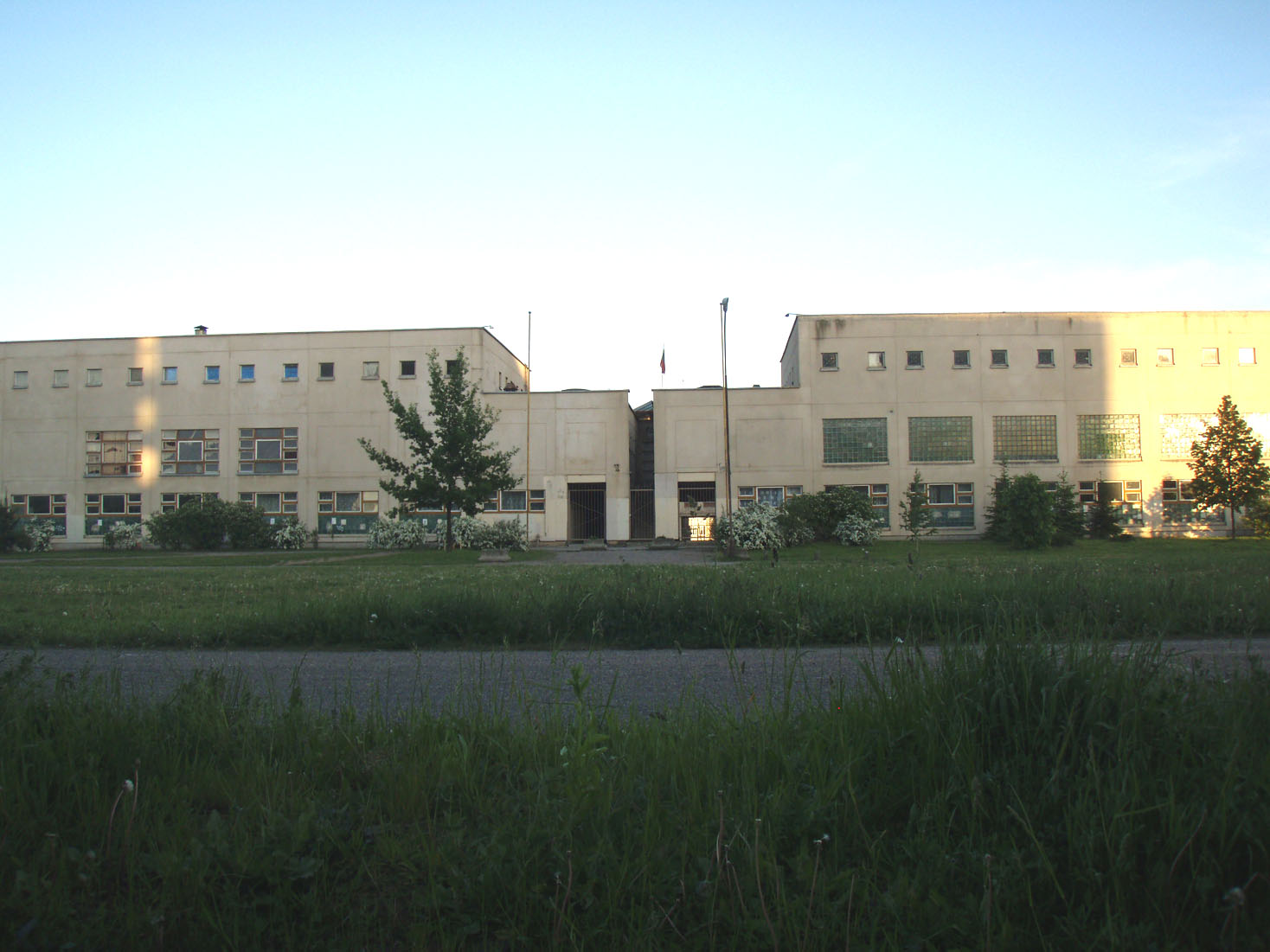
Eine Schule in Fabijoniškės
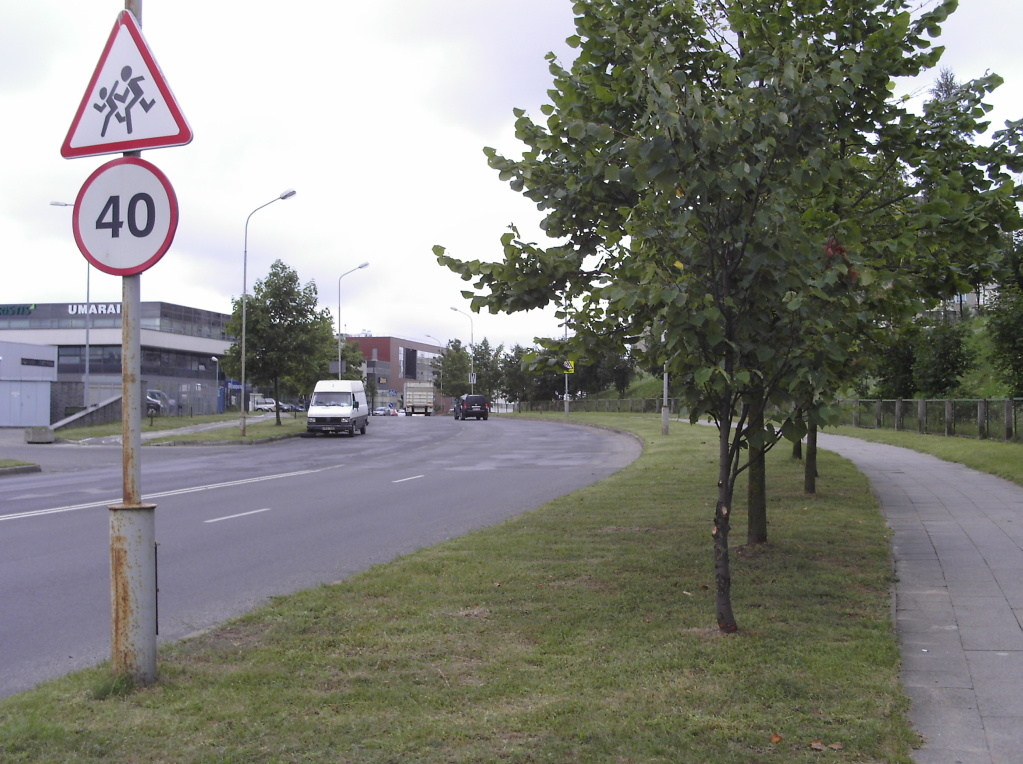
S. Nėries gatvė